# Leland Smith
Leland Clayton Smith (6 de agosto de 1925 - 17 de diciembre de 2013) fue un músico, profesor y científico informático estadounidense. Impartió clases en la Universidad de Stanford durante 34 años y desarrolló la herramienta de grabado musical SCORE.

## Biografía

### Primeros años y formación musical
Smith nació en Oakland, California, Estados Unidos. Mostrando un temprano interés por la música, después de cuatro años de estudio inicial con profesores locales, tomó clases particulares de contrapunto, orquestación y composición con Darius Milhaud, que vivía cerca del hogar de la familia Smith. Smith continuó estudiando con Milhaud durante dos años hasta que tuvo la edad suficiente para unirse a la Armada de los Estados Unidos en 1943.
Al dejar la Armada en 1946, estudió un bachillerato y una maestría en composición con Roger Sessions en la Universidad de California, Berkeley, y luego se fue a París para estudiar con Olivier Messiaen en el Conservatorio de París entre 1948 y 1949.

### Carrera musical
A su regreso a Estados Unidos, trabajó predominantemente como fagotista en Nueva York, pero también trabajó ocasionalmente con la Orquesta de la Ópera de San Francisco, la Orquesta Sinfónica de San Francisco y el New York City Ballet. También ayudó a Milhaud como asistente de enseñanza en el Mills College desde 1951 a 1952. Aceptó un puesto docente en la Universidad de Chicago en 1952, en donde enseñó hasta 1958, cuando se trasladó al puesto de enseñanza e investigación en la Universidad de Stanford, puesto que tuvo hasta su jubilación en 1992.
Al revisar el Trío de instrumentos de viento de madera de Smith en 1974, Richard Swift comentó cómo "... las largas líneas arqueadas del Trío, la forma sensible y refinada de los movimientos cortos, las sonoridades francoamericanas de los instrumentos del siglo XX hacen un acto apropiado de homenaje a Milhaud, pero la voz es siempre la de Smith. .." Al reseñar los dos motetes en 1976, Swift comentó que la música de Smith "llama la atención en virtud de su poder imaginativo y expresivo y su arte inteligente".
Después de seis años de enseñar análisis armónico y composición en Stanford, Smith ganó una beca Fulbright para estudiar durante un año en París. Al regresar a Stanford en 1965, se unió al trabajo realizado por John Chowning, Max Mathews, John Pierce y David Poole sobre música sintetizada por computadora. En 1966, Smith desarrolló una sintaxis de entrada para MUSIC V a la que llamó SCORE para permitir que la música se ingresara de manera más precisa y eficiente en el nuevo sistema MUSIC V que el equipo estaba desarrollando. Esto se convirtió en el programa independiente que llamó MSS, que fue el primer programa de composición tipográfica de música por computadora, y que se desarrolló aún más en el programa SCORE.
Al jubilarse en 1992, Smith continuó desarrollando SCORE y fue un partidario entusiasta del santuario local de burros, hasta su muerte en Palo Alto, California, el 17 de diciembre de 2013.

## Publicaciones notables
- Smith, Leland (1972). «SCORE - A Musician's Approach to Computer Music». Journal of the Audio Engineering Society 20 (1): 7-14. Consultado el 30 de diciembre de 2019.
- Smith, Leland (1973). «Editing and Printing Music by Computer». Journal of Music Theory 17 (2): 292-309. doi:10.2307/843345. Consultado el 31 de octubre de 2021.
- Smith, Leland (1979). Handbook of Harmonic Analysis (Second edición). San Andreas Press. Notable as the first music book typeset entirely by computer.[4]

## Composiciones
- Introduction and divertimento for five instruments, 1949
- String trio, 1953
- Four etudes for piano, 1966
- Six bagatelles for piano, 1971
- Two motets for mixed chorus, 1972
- Trio for woodwinds, 1973
- Intermezzo and Capriccio for piano, 1976
- Two duets for clarinet and bassoon, 1977
- Suite for trio, 1977
- Sonata for trumpet and piano, 1980
- Twelve etudes for trumpet, 1980
- Wind quintet, 1981
- Three pacifist songs for soprano and piano, 1982
- Sonatina and concert piece for violin and piano, 1982
- Suite for solo viola, 1982
- Sonata for viola and piano, 1982
- Piano sonata, 1984
- Symphony for small orchestra, 1985[7]